# Armas Toivonen
Armas Adam Toivonen (20. ledna 1899 Halikko – 12. září 1973 Helsinky) byl finský atlet, běžec, mistr Evropy v maratonu z roku 1934.

## Sportovní kariéra
Největších úspěchů dosáhl v maratonu. Na olympiádě v Los Angeles v roce 1932 doběhl třetím ve svém nejlepším životním čase 2:32:13 – tento čas vydržel jako finský rekord až do roku 1946. Při premiéře mistrovství Evropy v Turíně v roce 1934 se stal prvním mistrem Evropy v maratonu časem 2:52:29.